# Medinilla (género)
Medinilla (género) é um género botânico pertencente à família Melastomataceae...